# Saison 1982-1983 de la LHO
Saison précédente Saison suivante
La saison 1982-1983 est la troisième saison de hockey sur glace de la Ligue de hockey de l'Ontario.

## Classement
| Division Leyden       | PJ | V  | D  | N | Pts | BP  | BC  |
| --------------------- | -- | -- | -- | - | --- | --- | --- |
| 67's d'Ottawa         | 70 | 46 | 21 | 3 | 95  | 395 | 278 |
| Petes de Peterborough | 70 | 46 | 22 | 2 | 94  | 367 | 278 |
| Generals d'Oshawa     | 70 | 45 | 22 | 3 | 93  | 380 | 255 |
| Marlboros de Toronto  | 70 | 36 | 29 | 5 | 77  | 325 | 311 |
| Royals de Cornwall    | 70 | 36 | 33 | 1 | 73  | 370 | 335 |
| Bulls de Belleville   | 70 | 34 | 36 | 0 | 68  | 342 | 332 |
| Canadians de Kingston | 70 | 24 | 45 | 1 | 49  | 351 | 425 |

| Division Emms                  | PJ | V  | D  | N | Pts | BP  | BC  |
| ------------------------------ | -- | -- | -- | - | --- | --- | --- |
| Greyhounds de Sault Ste. Marie | 70 | 48 | 21 | 1 | 97  | 363 | 270 |
| Rangers de Kitchener           | 70 | 45 | 23 | 2 | 92  | 393 | 292 |
| Centennials de North Bay       | 70 | 44 | 23 | 3 | 91  | 352 | 285 |
| Alexanders de Brantford        | 70 | 34 | 33 | 3 | 71  | 275 | 282 |
| Knights de London              | 70 | 32 | 37 | 1 | 65  | 336 | 339 |
| Spitfires de Windsor           | 70 | 19 | 50 | 1 | 39  | 289 | 394 |
| Wolves de Sudbury              | 70 | 15 | 55 | 0 | 30  | 269 | 422 |
| Platers de Guelph              | 70 | 7  | 63 | 0 | 14  | 246 | 555 |

## Meilleurs pointeurs
| Joueur         | Équipe                    | PJ | B  | A   | Pts | Pun |
| -------------- | ------------------------- | -- | -- | --- | --- | --- |
| Doug Gilmour   | Cornwall                  | 68 | 70 | 107 | 177 | 62  |
| Ron Handy      | Kingston                  | 67 | 52 | 96  | 148 | 64  |
| Dan Quinn      | Belleville                | 70 | 59 | 88  | 147 | 27  |
| John Tucker    | Kitchener                 | 70 | 60 | 80  | 140 | 33  |
| Ian MacInnis   | Sault Ste. Marie/Cornwall | 68 | 59 | 74  | 133 | 29  |
| Keith Knight   | Kingston                  | 70 | 56 | 75  | 131 | 18  |
| Wayne Groulx   | Sault Ste. Marie          | 67 | 44 | 86  | 130 | 54  |
| Steve Driscoll | Cornwall                  | 64 | 49 | 77  | 126 | 34  |
| Kevin Conway   | Sault Ste. Marie          | 67 | 57 | 65  | 122 | 30  |
| John Ollson    | Ottawa                    | 68 | 46 | 76  | 122 | 41  |

## Séries Éliminatoires

### 1ertour
- Les Generals d'Oshawa gagnent 7-1 contre les Bulls de Belleville.
- Les Royals de Cornwall gagnent 7-1 contre les Marlboros de Toronto.
- Les Centennials de North Bay gagnent 6-0 contre les Spitfires de Windsor.
- Les Alexanders de Brantford gagnent 6-0 contre les Knights de London.

### Quarts de finale
- Les 67's d'Ottawa gagnent 8-0 contre les Royals de Cornwall.
- Les Generals d'Oshawa gagnent 8-0 contre les Petes de Peterborough.
- Les Greyhounds de Sault Ste. Marie gagnent 8-2 contre les Alexanders de Brantford.
- Les Rangers de Kitchener gagnent 8-2 contre les Centennials de North Bay.

### Demi-finales
- Les Generals d'Oshawa gagnent 8-2 contre les 67's d'Ottawa.
- Les Greyhounds de Sault Ste. Marie gagnent 8-2 contre les Rangers de Kitchener.

### Finale de la Coupe J.-Ross-Robertson
- Les Generals d'Oshawa gagnent 9-5 contre les Greyhounds de Sault Ste. Marie.

## Trophées OHL
| Coupe J.-Ross-Robertson :       | Generals d'Oshawa                                  |
| Trophée Hamilton Spectator :    | Greyhounds de Sault Ste. Marie                     |
| Trophée Red-Tilson :            | Doug Gilmour, Royals de Cornwall                   |
| Trophée Eddie-Powers :          | Doug Gilmour, Royals de Cornwall                   |
| Trophée Matt-Leyden :           | Terry Crips, Greyhounds de Sault Ste. Marie        |
| Trophée Jim-Mahon :             | Ian MacInnis, Royals de Cornwall                   |
| Trophée Max-Kaminsky :          | Al MacInnis, Rangers de Kitchener                  |
| Trophée Jack-Ferguson :         | Trevor Steinberg, Platers de Guelph                |
| Trophée Dave-Pinkney :          | Peter Sidorkiewicz et Jeff Hogg, Generals d'Oshawa |
| Trophée de la famille Emms :    | Bruce Cassidy, 67's d'Ottawa                       |
| Trophée F.-W.-« Dinty »-Moore : | Dan Burrows, Bulls de Belleville                   |
| Trophée William-Hanley :        | Kirk Muller, Platers de Guelph                     |
| Trophée Bobby-Smith :           | Dave Gagner, Alexanders de Brantford               |